# Erik Bo Andersen
Erik Bo Andersen (* 14. November 1970 in Dronningborg bei Randers) ist ein ehemaliger dänischer Fußballspieler. Er bestritt sechs Spiele für die Dänische Fußballnationalmannschaft.

## Karriere

### Verein
Geboren wurde Erik Bo Andersen in Dronningborg nicht weit weg von Randers. Seine Karriere begann er beim lokalen Verein Dronningborg Boldklub. Später wechselte er zu Aalborg BK, wo er im Januar 1992 zum Profikader stoß und im April sein Ligadebüt feierte. Sein erstes Jahr bei Aalborg verbrachte er größtenteils in der Reservemannschaft, bis ihm im März 1993 durch zwei Tore im Pokalspiel gegen BK Frem København der Durchbruch gelang. Ab diesem Zeitpunkt bewies er regelmäßig seine Souveränität vor dem Tor, was ihm den Spitznamen Red Romario, in Anspielung auf die Treffsicherheit Romários und Andersen’s roten Haare. In der Saison 1994/95 erzielte er zwei Hattricks und einmal gelangen ihm beim 5:0-Sieg über Aarhus GF sogar vier Treffer. Am Ende der Saison war er mit 24 Saisontoren Torschützenkönig der Liga und Aalborg schaffte es zum ersten Mal in der Vereinsgeschichte den Titel zu holen. In der Hinrunde der Saison 1995/96 erzielte er dreizehn in zwanzig Spielen, darunter zwei Hattricks.
Im Februar 1996 wechselte er für 1,2 Millionen Pfund Sterling nach Schottland zum Rekordmeister Glasgow Rangers. Dort spielte er mit seinem Landsmann Brian Laudrup zusammen. Während seiner Zeit bei den Rangers bekam er aufgrund technischer Mängel und seiner unbeholfen Spielweise den Spitznamen „Bambi“. Sein schlechtestes Moment war wohl beim Derby gegen Dundee United, als er von vier Metern den Ball an die Latte schoss. Doch dies machte er beim Old Firm wieder gut, als er als Einwechselspieler aufs Feld kam und 3:1-Sieg über den Erzrivalen Celtic Glasgow zwei Tore erzielte. Mit den Rangers wurde er 1996 und 1997 schottischer Meister, doch Andersen schaffte nie den Sprung in die Startaufstellung und durfte am Ende nicht einmal mit der ersten Mannschaft mittrainieren. Als die Rangers im Sommer 1997 Marco Negri verpflichteten, wollte Andersen den Verein verlassen. Eine Reihe von Vereinen waren an ihm interessiert, doch die Rangers forderten eine viel zu hohe Ablösesumme. Daher lehnte er das Handgeld von 300.000 Pfund, welches die Rangers ihm noch schuldeten ab, um den Verein verlassen zu können.
Im Oktober 1997 fand er schließlich einen neuen Verein, er wechselte für 800.000 Pfund zu Odense BK. Andersen erzielte sechs Tore in sechzehn Spielen, konnte seine Mannschaft aber damals nicht vom Abstieg retten. Daher wechselte er im Juli 1998 für 9,6 Millionen Dänische Kronen zum deutschen Verein MSV Duisburg, wo er mit seinem Landsmann Stig Tøfting in einem Team war. Während der Saisonvorbereitung zog er sich eine Verletzung zu und fiel anderthalb Monate aus. Als er wieder fit war, kam er über eine Rolle als Ersatzspieler nicht hinaus und kam deswegen in Duisburg nicht richtig in Form. Nach 25 Spielen konnte er nur zwei Tore verbuchen und wurde deshalb von Januar bis Juni 2000 an Vejle BK verliehen, wo er unter seinem ehemaligen Trainer in Aalborg Poul Erik Andreasen spielte. Nach 14 Spielen und sieben Tore stieg Vejle ab und Andersen verließ den Verein. Allerdings wollte er nicht nach Duisburg zurückkehren und wechselte deshalb im Juli 2002 nach Norwegen zu Odd Grenland.
Dort wurde er als Ersatz für den verkauften Frode Johnsen verpflichtet und spielte dort mit seinem ehemaligen Teamkollegen Christian Flindt-Bjerg zusammen. Die Ablösesumme von 2,8 Millionen dänischen Krone war eine Rekordsumme für Odd Grenland. Nach einigen Ligaspielen und dem Pokalgewinn 2000 erlitt er im Herbst 2000 eine schwere Knieverletzung. Nach einem Jahr Pause war er im August 2001 immer noch nicht in der Lage zu spielen. Durch Komplikationen dauerte es fast ein weiteres halbes Jahr. Während seiner Verletzung habe Grenland nicht mal medizinisches Personal zur Verfügung gestellt, er musste sich selber kümmern, bekam aber Hilfe von seinem alten Klub Aalborg BK. Daher kehrte er im Januar 2002 nach Aalborg zurück. Doch durch weitere Verletzungen stand er nicht in der Stammelf und als er sich im Frühling 2003 wiederholt am Knie verletzte, entschied er sich seine aktive Karriere zu beenden.

### Nationalmannschaft
Andersen wurde 1995 erstmals für die dänische Fußballnationalmannschaft berufen und gab sein Debüt im April 1995 gegen Mazedonien, wo er in der zweiten Halbzeit für seinen damaligen Teamkollegen Peter Rasmussen eingewechselt wurde. Während seiner Zeit bei den Rangers gehörte zum dänischen Aufgebot für die Fußball-Europameisterschaft 1996 in England und absolvierte im letzten Gruppenspiel drei Minuten beim 3:0-Sieg über die Türkei. Dies war sein sechstes und letztes Länderspiel, in keinem gelang ihm ein Treffer.
Im Januar 1998 absolvierte er vier Länderspiele für die Auswahlmannschaft der dänischen Superliga.

### Nach seiner aktiven Karriere
Nach seinem Rückzug aus dem Profi-Fußball kehrte er zu seinem ehemaligen Jugendverein Dronningborg Boldklub, wo er als Trainer in der Amateurliga arbeitete.
2005 stellte er sich als Kandidat der liberalen Partei Venstre für den Gemeinderat der Randers Kommune zur Verfügung. Er bekam 217 Stimmen und wurde mit einem Vorsprung von dreizehn Stimmen in den Gemeinderat gewählt.
Andersen gründete in der Nähe von Dronningborg eine Firma namens EBA Invest, die sich mit Immobilien-Entwicklung beschäftigt. Im Jahr 2004 kaufte Andersen große Feldgebiete außerhalb Randers, aus denen er ein Wohngebiet mit 65 Bauplätzen entwickelte.

## Titel und Erfolge
Aalborg BK
- Superliga: 1994/95
- Torschützenkönig 1994/95

Glasgow Rangers
- Scottish Premier League: 1996 & 1997
- Scottish FA Cup: 1996 & 1997

Odd Grenland
- Norwegischer Fußballpokal: 2000